# Cristina Romera Castillo
 (mai 2022).
 (mai 2022).
La mise en forme du texte ne suit pas les recommandations de Wikipédia : il faut le « wikifier ».
Les points d'amélioration suivants sont les cas les plus fréquents. Le détail des points à revoir est peut-être précisé sur la page de discussion.
- Les titres sont pré-formatés par le logiciel. Ils ne sont ni en capitales, ni en gras.
- Le texte ne doit pas être écrit en capitales (les noms de famille non plus), ni en gras, ni en italique, ni en « petit »…
- Le gras n'est utilisé que pour surligner le titre de l'article dans l'introduction, une seule fois.
- L'italique est rarement utilisé : mots en langue étrangère, titres d'œuvres, noms de bateaux, etc.
- Les citations ne sont pas en italique mais en corps de texte normal. Elles sont entourées par des guillemets français : « et ».
- Les listes à puces sont à éviter, des paragraphes rédigés étant largement préférés. Les tableaux sont à réserver à la présentation de données structurées (résultats, etc.).
- Les appels de note de bas de page (petits chiffres en exposant, introduits par l'outil «  Source ») sont à placer entre la fin de phrase et le point final[comme ça].
- Les liens internes (vers d'autres articles de Wikipédia) sont à choisir avec parcimonie. Créez des liens vers des articles approfondissant le sujet. Les termes génériques sans rapport avec le sujet sont à éviter, ainsi que les répétitions de liens vers un même terme.
- Les liens externes sont à placer uniquement dans une section « Liens externes », à la fin de l'article. Ces liens sont à choisir avec parcimonie suivant les règles définies. Si un lien sert de source à l'article, son insertion dans le texte est à faire par les notes de bas de page.
- La présentation des références doit suivre les conventions bibliographiques. Il est recommandé d'utiliser les modèles {{Ouvrage}}, {{Chapitre}}, {{Article}}, {{Lien web}} et/ou {{Bibliographie}}. Le mode d'édition visuel peut mettre en forme automatiquement les références.
- Insérer une infobox (cadre d'informations à droite) n'est pas obligatoire pour parachever la mise en page.

Pour une aide détaillée, merci de consulter Aide:Wikification.
Si vous pensez que ces points ont été résolus, vous pouvez retirer ce bandeau et améliorer la mise en forme d'un autre article.
Pour les articles homonymes, voir Romera et Castillo.
Cristina Romera Castillo est une océanographe espagnole née a Jaén (Andalousie-Espagne) en 1982. Elle exerce actuellement son activité scientifique à l'institut des Sciences de la mer de Barcelone (ICM-CSIS) où elle étudie les conséquences environnementales de la présence du plastique dans la mer . L'ensemble de ses découvertes met en lumière la façon dont les plastiques altèrent les organismes les plus abondants des océans.

## Ses études
Diplômée en chimie de l’Université de Jaén, elle a travaillé environ deux ans sur les molécules antioxydantes contenues dans le bois de laurier.
Elle part ensuite à l’Institut des Sciences de la Mer à Barcelone (ICM-CSIC) , pour y faire sa thèse de doctorat . Elle étudie le cycle du carbone dans l’océan en mettant en relation des analyses chimiques et microbiologiques. Elle participe à plusieurs campagnes océanographiques dans le Pacifique, l’Atlantique, l’Arctique et la Méditerranée.
Après avoir obtenu son doctorat, elle passe plusieurs années à parcourir le monde en tant que chercheuse postdoctorale 
Elle travaille quatre ans en Floride. Dans un premier temps, à l’Université Internationale de Floride ,, puis à l’École Rosenstiel des Sciences marines et atmosphériques , .
Elle travaillera ensuite un an à l’Université de Vienne (Autriche) dans le groupe d’océanographie microbienne.
Durant ces années passées à l’étranger, elle en apprend davantage sur la matière organique qui est dissoute dans l’océan et dans les zones humides, comme dans les Everglades du Parc National de Floride.

## Ses recherches
Ses études lui permettent de se demander si le plastique qui flotte dans la mer pourrait ajouter plus de carbone à celui déjà existant dans l’océan et perturber ainsi le cycle du carbone. Elle trouve alors des résultats intéressants qui ont eu un impact important, tant dans le monde universitaire que dans les médias.
Ces dernières années, elle étudie la libération des composants du carbone et les bactéries capables de les biodégrader .
Son objectif est d’analyser les conditions environnementales qui favorisent la migration des composants organiques des microplastiques déversés dans la mer, leurs effets sur les microorganismes marins et quelles sont les bactéries qui dégradent le carbone libéré par le plastique.
La présence du plastique peut altérer le fonctionnement biogéochimique basique des océans à travers la libération de matière organique dissoute et l’influence de cette dernière dans le métabolisme des communautés microbiennes marines, qui constituent la base de la chaîne alimentaire marine. Cristina Romera Castillo montre aussi que l’exposition à la lumière solaire altère les fragments de plastique qui se trouvent dans l’océan. Cette altération modifie leur capacité à être utilisés par les bactéries marines.
Elle a écrit un livre sur notre impact sur la mer, AntropOcéano, sorti le 18 mai 2022 aux éditions Espasa. Elle y traite, sans catastrophisme, de la situation de nos mers et du futur de notre planète. Au travers d’histoires insolites et en se basant sur les études les plus pointues, elle évoque les problèmes de la mer, ce qui les a provoqués et les actions positives qui sont actuellement menées pour y remédier.
Elle n’hésite pas à donner des conférences dans des associations et des écoles pour faire connaître ses recherches. Elle est optimiste quant à la nouvelle génération. Selon elle, les enfants sont bien plus sensibles au changement climatique que leurs parents 

## Prix obtenus
Cristina Romera Castillo a reçu de nombreux prix nationaux et internationaux tout au long de sa carrière.
En 2017, elle obtient le Young Investigator Award de l’Université de Vienne (Autriche).
En 2019, elle reçoit le prix L’Oreal-UNESCO pour les femmes et la science.
Ce prix récompense les projets développés par des femmes de moins de 40 ans, qui font des recherches sur les grands défis scientifiques de l’humanité.  . Pour Cristina Romera Castillo, ce prix va permettre de donner de la visibilité aux problèmes environnementaux et à son travail en tant que femme scientifique.
En 2020, elle reçoit le prix Raymond L. Lindeman  pour ses travaux sur l'effet du plastique sur la croissance des bactéries marines, publiés dans Nature Communication.
En 2020, elle obtient le prix pour les Jeunes Talents Internationaux de la Fondation Internationale L’Oreal-UNESCO. Elle est la septième scientifique espagnole à avoir obtenu ce prix  depuis sa création.

## Publications
(août 2022).
Elle est l’auteure de nombreux articles, dont les plus récents :
- Birnstiel, S., Sebastián, M., Romera-Castillo, C., Structure and activity of marine bacterial communities responding to plastic leachates. Science of the Total Environment, 2022[19]
- Romera-Castillo, C., Mallenco-Fornies, R., Saá-Yánez, M., Álvarez-Salgado, X.A., Leaching and bioavailability of dissolved organic matter from petrol-based and biodegradable plastics. Marine Environmental Research, 2022, 176, 105607[20].
- Romera-Castillo, C., Birnstiel, S., Álvarez-Salgado, X.A., Sebastián, M., Aged plastic leaching of dissolved organic matter is two orders of magnitude higher than virgin plastic leading to a strong uplift in marine microbial activity. Frontiers of Marine Science, 2022, 9:861557[21].
- Amaral, V., Romera-Castillo, C., Forja, J., Submarine mud volcanoes as a source of chromophoric dissolved organic matter to the deep waters of the Gulf of Cádiz. Scientific Reports, 2021, 11, 3200[22].
- Lee, Y. K., Romera‐Castillo, C., Hong, S., Hur, J., Characteristics of microplastic polymer-derived dissolved organic matter and its potential as a disinfection byproduct precursor. Water Research, 2020, 175, 115678.
- Romera‐Castillo, C., Álvarez, M., Pelegrí, J. L., Hansell, D. A., & Álvarez‐Salgado, X. A., Net additions of recalcitrant dissolved organic carbon in the deep Atlantic Ocean. Global Biogeochemical Cycles, 2019, 33[23].
- Romera-Castillo, C., Pinto, M., Langer, T.M., Álvarez-Salgado, X.A., Herndl, G.J., Dissolved organic carbon leaching from plastics stimulates microbial activity in the ocean. Nature Communications, 2018, 9, 1430[24].
- Romera-Castillo, C., Letscher, R.T., Hansell, D.A., New nutrients exert fundamental control on dissolved organic carbon accumulation in the surface Atlantic Ocean. PNAS, 2016, 113(38), 10497–10502.
- Romera-Castillo, C., Jaffé, R., Free radical scavenging (antioxidant activity) of natural dissolved organic matter. Marine Chemistry, 2015, 177, 668-676.
- Romera-Castillo, C., Sarmento, H., Álvarez-Salgado, X.A., Gasol, J.M., Marrasé, C., Net production and consumption of fluorescent coloured dissolved organic matter by natural bacterial assemblages growing on marine phytoplankton exudates. Applied and Environmental Microbiology, 2011, 77, 7490-7498[25].
- Romera-Castillo, C., Nieto-Cid, M., Castro, C.G., Marrasé, C., Largier, J., Barton, E.D., Álvarez-Salgado, X.A. Fluorescence: Absorption coefficient ratio — Tracing photochemical and microbial degradation processes affecting coloured dissolved organic matter in a coastal system. Marine Chemistry, 2011, 125, 26-38[26].